# Johan Andersson (zapaśnik)
Johan Hilarius Andersson-Anbert (ur. 21 lutego 1889, zm. 1 lipca 1965) – szwedzki zapaśnik walczący w stylu klasycznym. Olimpijczyk z Sztokholmu 1912, gdzie zajął dziesiąte miejsce w wadze półciężkiej.
Zajął ósme miejsce na mistrzostwach Europy w 1911. Mistrz kraju w 1912 roku.

## Letnie Igrzyska Olimpijskie 1912
| Konkurencja            | Rundy eliminacyjne        | Rundy eliminacyjne     | Rundy eliminacyjne  | Rundy eliminacyjne | Klas. końcowa |
| Konkurencja            | Przeciwnik I              | Przeciwnik II          | Przeciwnik III      | Przeciwnik IV      | Miejsce       |
| ---------------------- | ------------------------- | ---------------------- | ------------------- | ------------------ | ------------- |
| 82,5 kg styl klasyczny | František Kopřiva (CZE) Z | Augusts Pikker (RUS) Z | Fritz Lange (GER) P | Béla Varga (HUN) P | 10.           |